# Yan Brice Eteki
 Yan Brice Eteki  (Yaoundé , 26 augustus 1997) is een Kameroenese voetballer.

## Club voetbal
Eteki is geboren in Kameroen, maar zijn jeugdopleiding genoot hij in Spanje.  Hij startte eerst bij CD Leganés, waarna hij op vijftienjarige leeftijd overstapte naar Sevilla FC.
Nog aangesloten bij de U19, kende hij op 22 februari 2015 zijn eerste optreden bij het filiaal Sevilla Atlético, dat uitkwam in de Segunda División B. Hij speelde de laatste dertien minuten tijdens de met 2-0 gewonnen thuiswedstrijd tegen FC Cartagena. Het daaropvolgende seizoen 2015-2016 zou zijn loopbaan in een stroomversnelling komen. Vooreerst speelde hij Europees bij de jeugd ploeg U19. De ploeg behaalde de 1/16 finale van de UEFA Youth League, maar werd daar uitgeschakeld door AFC Ajax U19. Daarnaast zou hij aansluiten bij het tweede filiaal, Sevilla FC C en zo in de Tercera División spelen. Ten slotte speelde hij op 17 april 2016 zijn tweede wedstrijd voor Atlético.  Gedurende vijfendertig minuten trad hij op tijdens de met 2-0 gewonnen thuiswedstrijd tegen Real Balompédica Linense.  De ploeg eindigde derde in de eindrangschikking en kon tijdens de eindronde de promotie naar het professionele voetbal afdwingen.  Vanaf seizoen 2016-2017 werd hij opgenomen in het filiaal Sevilla Atlético, nu spelend in de Segunda División A.  Zijn debuut in het professionele voetbal kende hij reeds op 21 augustus 2016 tijdens het 3-3 gelijkspel tegen Girona FC. Hij werd er basisspeler en scoorde zijn eerste en enige doelpunt van het seizoen op 16 april 2017 tijdens de met 6-2 gewonnen thuiswedstrijd tegen Real Vallodolid.  De ploeg eindigde dertiende in de eindrangschikking, meer dan voldoende om zich te redden.  Tijdens het begin van het seizoen 2017-2018 zou hij ingedeeld worden bij de eerste ploeg Sevilla FC, maar verder dan één optreden tijdens een vriendenwedstrijd zou Eteki niet komen.  Hij speelde dat seizoen dertig wedstrijden voor het filiaal.  De ploeg zou allerlaatste worden en zo zijn plaats in het professionele voetbal verliezen.
De speler zelf bleef wel in het professionele voetbal actief, door op 23 augustus 2018 een tweejarig contract te tekenen bij UD Almería, een reeksgenoot uit de Segunda División A.  Ook daar werd hij basisspeler en speelde eenendertig wedstrijden.
Op 17 juli 2019 maakte Sevilla gebruik van de terugkeerclausule in het verkoopcontract van het voorgaande seizoen.  Deze clausule bepaalde dat de club bij het betalen van 500.000 EUR terug eigenaar van de speler werd.  De dag erna tekende Eteki een driejarig contract bij Granada CF, een nieuwkomer in de Primera División.  Op 17 augustus 2019 vierde hij zijn debuut op het hoogste Spaanse niveau.  Hij startte als basisspeler, tot hij tijdens de zeventigste minuut vervangen werd door Ramon Azeez. De uitwedstrijd bij Villareal CF eindigde op een 4-4 gelijkspel. Op het einde van het seizoen kwam hij aan een totaal van achtentwintig competitiewedstrijden bij een ploeg, die op een mooie zevende plaats eindigde, en zeven bekerwedstrijden, uitgeschakeld in de halve finale.  Het daaropvolgende seizoen 2020-2021 kende hij zijn Europees debuut.  Dit gebeurde op 22 oktober 2020 tijdens de uitwedstrijd voor de UEFA Europa League tegen PSV Eindhoven, die met 1-2 gewonnen werd.  Hij viel tijdens de eenentachtigste minuut in voor Luis Milla Manzanares.  Hij zou in totaal tien Europese wedstrijden spelen, totdat Manchester United de ploeg tijdens de ¼ finale zou elimineren.  Daarnaast speelde hij mee in vijfentwintig competitiewedstrijden en vijf bekerwedstrijden.  De ploeg eindigde negende in de eindrangschikking en strande tijdens de kwartfinale van de beker.  Het derde seizoen 2021-2022 werd veel moeilijker.  Zonder Europees voetbal eindigde de ploeg achttiende en werd reeds in de tweede ronde van de beker uitgeschakeld.  Doordat de nieuwe coach Robert Moreno niet in Eteki geloofde, kwam ook de speler maar aan twaalf competitiewedstrijden en twee bekerwedstrijden.
Door de degradatie van Granada, zocht hij tijdens seizoen 2022-2023 een onderdak in Portugal.  Die vond hij bij een nieuwkomer uit de Primeira Liga, Casa Pia AC.  Hij tekende er een contract tot 30 juni 2025.  Bij deze ploeg uit Lissabon werd hij de meest gebruikte reservespeler, maar de speler wilde meer.  Daarom werd hij op 29 januari 2023, tot het einde van het seizoen, uitgeleend aan FC Cartagena, een ploeg uit de Segunda División A.  Wanneer de ploeg de promotie zou kunnen afdwingen, kon de leen leiden tot een vast contract.  Zijn eerste officiële wedstrijd was de uitwedstrijd tegen SD Eibar op 12 februari 2023. Hij verving in de tweeënzeventigste minuut Borja Valle.  De speler kon echter niet echt overtuigen, zodat hij op het einde van het seizoen naar Portugal terugkeerde.  Maar ook daar werd niet meer op hem gerekend, zodat het contract in onderlinge toestemming ontbonden werd.
Het daaropvolgende seizoen 2023-2024 bleef hij in Spanje op het Segunda División A-niveau spelen.  Hij tekende een contract bij nieuwkomer AD Alcorcón.  Daar werd hij wel een van de basisspelers.  Hij scoorde één doelpunt tijdens 32 wedstrijden, maar kon niet voorkomen dat de ploeg reeds na één seizoen na de terugkeer, opnieuw degradeerde.

## Internationaal
Van 8 tot en met 14 november 2019 speelde hij drie wedstrijden tijdens Afrikaans kampioenschap voetbal onder 23.
Het debuut voor zijn Nationale ploeg kende hij op 30 maart 2021 tijdens de zesde groepswedstrijd tegen Rwanda voor de plaatsing van het Afrikaans kampioenschap voetbal 2021.  Tijdens de drieëntachtigste minuut viel hij in voor Pierre Kunde.  De thuiswedstrijd eindigde op een 0-0 gelijkspel.